# Билайн
«Била́йн» (с 2021 года в брендинге стилизуется как билайн; также используется как «Beeline») — в России торговая марка компании ВымпелКом, в Казахстане, Кыргызстане и Узбекистане компании Veon, оказывающая телекоммуникационные услуги и услуги мобильной связи.
Название бренда происходит от английского слова bee line (пчела и линия). По состоянию на сентябрь 2023 года компания обслужила 44,1 млн. абонентов в России. В 2023 году, t2 обогнал билайн в России по числу абонентов.
Компания «ВымпелКом» была основана в 1992 году и официально зарегистрирована 15 сентября 1992 года. 15 сентября считается Днём рождения компании «ВымпелКом» (работающей под торговой маркой «Билайн»). Слоган отсутствовал в 2005—2006 годах. С 2009 года ПАО «ВымпелКом» являлось дочерней компанией базирующейся в Амстердаме компании VimpelCom Ltd., которая в 2017 году была преобразована в Veon. 9 октября 2023 года Veon продала бренд "Beeline" в России и завершила свой выход из России, оставив бренд «Билайн» в России принадлежать ПАО «ВымпелКом», а в Казахстане, Кыргызстане и Узбекистане — VEON Ltd.

## Деятельность
Под маркой «Билайн» оказываются услуги сотовой (GSM, UMTS и LTE) и фиксированной связи, проводного (FTTB) и беспроводного (Wi-Fi, «Билайн WiFi») высокоскоростного доступа в Интернет, IP-телевидения («Домашнее цифровое телевидение билайн» и «Мобильное ТВ»).
Сервис разработан специально для поддержки поисковых задач «Лиза Алерт».
В августе 2024 года «Билайн» отказался от частотного диапазона 3G в Москве. Первым из российских мобильных операторов завершил проект по перераспределению собственных частотных диапазонов из 3G в 4G.
В ноябре 2024 года бренд Beeline в Узбекистане сменил название на Hambi.
13 декабря 2024 года «Билайн» отказался от частотного диапазона 3G в в Санкт-Петербурге и Ленинградской области. 

## Рейтинги
До 2011 года «Билайн» был самым дорогим брендом России по версии Interbrand. Бренд «Билайн» — один из двух российских брендов (наряду с «МТС»), вошедших в список 100 крупнейших мировых торговых марок, составленный в апреле 2009 года британской газетой Financial Times, заняв в нём 72-е место. В рейтинге европейских брендов (по версии European Brand Institute) в 2009 году занял 39-е место.
Весной 2011 года «Билайн» выбыл из списка ста самых дорогих брендов мира (по версии Millward Brown), уступив второе место по России «Сбербанку». В компании объяснили результаты тем, что в 2009—2010 годах были существенно сокращены рекламный бюджет и расходы на продвижение бренда.
«Билайн» входит в Топ-5 по радиоразмещениям и размещениям наружной рекламы, а также в Топ-30 рекламодателей по всем медиа, согласно рейтингу рекламодателей Sostav.

## Брендинг
В октябре 2021 компания объявила о смене логотипа и слогана, впервые за 16 лет. В новой версии название пишется со строчной буквы, а новый слоган звучит как «На твоей стороне». Над ребрендингом в 2005 году работало международное агентство Wolff Olins, разработкой обновлённого бренда занимались сотрудники компании при участии креативного агентства Contrapunto из группы BBDO. Также студией шрифтового дизайна Contrast Foundry был разработан новый шрифт Beeline. Рекламную кампанию, приуроченную к обновлению, готовило агентство Leo Burnett Moscow (входит в Publicis Groupe Russia). 